# 3-й армейский корпус (Армения)
3-й армейский корпус (арм. 3-ին բանակային կորպուս) — один из корпусов Сухопутных войск Армении. Штаб расположен в городе Ванадзор Лорийской области. Отвечает за северо-восточный участок границы Армении с Азербайджаном.

## История
Первым командиром корпуса в 1993 году стал Левон Ераносян.
В 2008 году после президентских выборов и последовавших протестов против их результатов в боевую готовность был приведён личный состав 3-го корпуса.
В 2010—2012 годах начальником корпуса был Оник Гаспарян, ставший 11 апреля 2012 его командиром. В 2014 году 3-й корпус называли лучшим в составе Сухопутных войск Республики Армения.
В 2016 году командиром корпуса стал полковник Григорий Хачатуров, сын генерал-полковника и бывшего начальника Генерального штаба Вооружённых сил Республики Армения Юрия Хачатурова. По словам Григория Юрьевича, в его части служили исключительно контрактники.
21 июля 2016 года расположение 3-го корпуса посетила делегация Комитета Сената США по вооружённым силам в сопровождении американского посла Ричарда Меррилла Миллса-младшего и встретилась с генералом Хачатуровым, доложившим об обстановке на армяно-азербайджанской границе.
В июле 2020 года во время Тавушских столкновений активно проявил себя командир корпуса Григорий Хачатуров, нанёсший ряд поражений частям ВС Азербайджана. Уже после окончания стычек начальник информационного кризисного центра в Иджеване Арцрун Ованесян объявил в Facebook о написании гимна корпусу под названием «Победоносный 3-й армейский корпус, северный страж армянской земли».
19 октября 2020 года, во время Второй Карабахской войны, в Арцахе погиб командир 246-го мотострелкового полка полковник Татул Газарян, который был посмертно удостоен высокой награды.
7 августа 2021 года корпусу был представлен новый командир, Александр Цаканян. В том же месяце была открыта стена памяти солдат 3-го корпуса. 2 августа 2024 года премьер-министр Никол Пашинян нанёс внеплановый визит в расположение корпуса.

## Структура
В структуру 3-го армейского корпуса входят:
- Штаб (Ванадзор)
- 246-й мотострелковый полк (Иджеван)
- 543-й мотострелковый полк (Ноемберян)
- 549-й мотострелковый полк (Чамбарак)
- Отдельный артиллерийский батальон
- Отдельный танковый батальон
- Отдельный разведывательный батальон
- Отдельный ракетно-артиллерийский батальон
- Ремонтный батальон
- Батальон связи

В структуре 3-го корпуса есть в/ч 63853, носящая официально с 2001 года имя Драстамата Канаяна. Эта воинская часть была образована 28 января 1992 года на основе 606-го строительного отделения, переданной в ведение Министерства обороны; первым командиром стал полковник Александр Тазагулян. Имя было присвоено 2 февраля того же года, а день 2 февраля празднуется в качестве дня в/ч 63853.

## Командиры
- Левон Ераносян (2003 — 11 апреля 2012)
- Оник Гаспарян (11 апреля 2012[5] — 7 июля 2016)[25]
- Григорий Хачатуров[англ.][2] (7 июля 2016 — 7 июля 2021)
- Александр Цаканян (с 5 августа 2021)[26][27]